# Jordan Henderson
Pour les articles homonymes, voir Henderson.
Jordan Brian Henderson, né le 17 juin 1990 à Sunderland (Angleterre), est un footballeur international anglais évoluant au poste de milieu relayeur au Brentford FC.
Jordan Henderson commence sa carrière en 2008 dans son club formateur de Sunderland. Il découvre la Premier League et effectue des performances remarquées par le Liverpool FC où il signe en 2011. À la suite du départ de l'emblématique capitaine Steven Gerrard en 2015, Henderson hérite du brassard, preuve de son statut à Liverpool.
Convoqué pour la première fois en 2010 en équipe d'Angleterre, Jordan Henderson se fait une place en sélection. Il participe aux Championnats d'Europe 2012, 2016 et 2020 ainsi qu'aux coupes du monde 2014, 2018 et 2022.

## Biographie

### Les débuts
Né le 17 juin 1990 à Sunderland, Jordan Henderson signe un contrat professionnel avec le club de sa ville natale Sunderland le 1er juillet 2008. Il joue son premier match de Premier League pour Sunderland comme remplaçant en novembre 2008, lors d'une lourde défaite défaite 5-0 contre Chelsea. Il connait ensuite sa première titularisation face à Blackburn Rovers.

#### Prêt à Coventry (2009)
En janvier 2009, Henderson rejoint Coventry City qui évolue en Championship pour une durée d'un mois de prêt. Il fait ses débuts pendant la défaite 2-1 face à Derby County. Le 23 février 2009, le prêt du jeune joueur est prolongé jusqu'à la fin de la saison.
« Je suis très content de jouer pour Coventry City » explique-t-il à BBC Coventry & Warwickshire. Henderson inscrit le premier but important de sa carrière le 28 février 2009 contre Norwich City.
Mais il se fracture le cinquième métatarsien du pied et retourne à Sunderland en avril 2009.

### Sunderland AFC (2008-2011)
Pendant la saison 2009-2010, Henderson fait irruption en première équipe de Sunderland et participe à de nombreux matchs de championnat. Il marque son premier but notable pour le club contre Birmingham City en coupe. Le 19 décembre 2009, il se fait remarquer en inscrivant son premier but en Premier League contre Manchester City.
Henderson passe la majorité de la saison sur son poste habituel de milieu droit mais il remplace Lee Cattermole, blessé, au milieu centre. Sa polyvalence et sa maturité lui valent une prolongation de contrat de cinq ans le 23 avril 2010, jusqu’en 2015. Il remporte également le prix du « Jeune joueur de Sunderland de la saison ».
Sa première saison entière avec Sunderland est un succès majeur pour le jeune anglais, qui s'impose dans l'équipe et distribue six passes décisives.
Henderson réalise une belle pré-saison 2010-2011, marquant deux buts contre Leicester City et Hoffenheim en matchs amicaux. Il reçoit le numéro 10 sur son maillot en début de saison.
Son bon début de saison attire l'attention de nombreux observateurs, notamment l’entraîneur de l'Angleterre Fabio Capello qui le convoque face à la France le 17 novembre 2010. Henderson aide Sunderland à réaliser une série d'invincibilité contre de nombreux grands clubs comme Manchester City, Manchester United et Chelsea, qui amènent ces clubs à s'intéresser au jeune milieu. Le 5 décembre, il marque son premier but de la saison lors d'une victoire contre West Ham United.
Le 13 janvier 2011, Henderson est nommé sur le site officiel de la FIFA comme l'un des treize jeunes joueurs à surveiller en 2011, ajoutant qu'il est « Composé, athlétique et puissant ». Henderson a également été salué comme « le meilleur jeune espoir anglais » par Steve Bruce, l'entraineur de Sunderland. Le 23 avril 2011, Henderson marque le premier doublé de sa carrière contre Wigan Athletic, et Sunderland termine une série de huit matchs sans victoire. Il est nommé une nouvelle fois « Jeune joueur de Sunderland de la saison » à la fin de la saison.

### Liverpool FC (2011-2023)
Le 9 juin 2011, Sunderland confirme que le club accepte un montant non dévoilé qui serait de l'ordre de vingt millions de livres,.

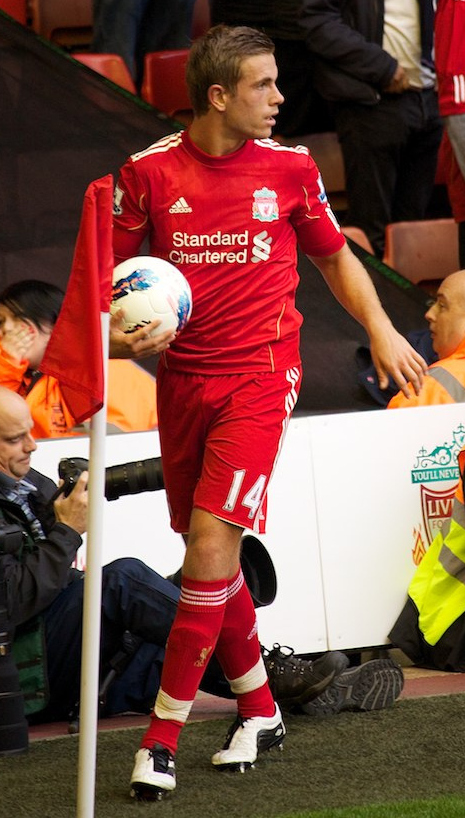
Henderson jouant pour Liverpool en 2011.

Le 13 août 2011, Henderson fait ses débuts dans le premier match de la saison 2011-2012, qui se solde par un nul 1-1 contre son ancien club de Sunderland où il reçoit un accueil mitigé par les fans de Sunderland. Henderson marque son premier but deux jours plus tard à Anfield contre Bolton Wanderers. Il commence la finale de la Coupe de la Ligue 2012 comme milieu droit, remportée face à Cardiff City. Le 5 mai, il joue l'intégralité de la finale de Coupe d'Angleterre. Liverpool est défait 2-1 par Chelsea. Henderson termine sa première saison avec deux buts en quarante-quatre matchs. Mais il peine à se faire une place de titulaire au sein de l'équipe et à convaincre les fans.
En août 2012, des rumeurs annoncent son départ pour Fulham par le nouvel entraîneur Brendan Rodgers. Cependant, le joueur déclare qu'il n'a aucune intention de quitter Liverpool. Il commence la saison 2012-2013 en novembre lors d'un match nul face à Swansea. En décembre, il inscrit son premier but européen pendant un succès face à l'Udinese Calcio en Ligue Europa permettant aux siens de se qualifier pour les phases finales de la compétition. Le 19 janvier 2013, Henderson marque contre Norwich City à domicile durant une large victoire 5-0. Le mois qui suit, Henderson score face à Arsenal à l'Emirates Stadium malgré un match nul. Le 27 avril, il inscrit son premier doublé contre Newcastle United.
Henderson s'impose définitivement comme titulaire au sein de Liverpool durant la saison 2013-2014, prenant part à trente-cinq matchs de championnat. En août 2013, Henderson marque son premier but de la saison lors d'une victoire en Coupe de la Ligue sur Notts County. Le mois septembre le voit jouer son centième match pour Liverpool. Son premier but de la saison vient dans une victoire 5-0 contre Tottenham Hotspur. En février 2014, il réalise son deuxième doublé pour Liverpool, de nouveau face à Swansea. Le 30 mars, Henderson récidive contre Tottenham et permet à son club de s'installer en première place du championnat. Le 13 avril, il reçoit le premier carton rouge de sa carrière face à Manchester City et rate ainsi trois matchs. Brendan Rodgers le décrit comme le « joueur qui a le plus progressé » en Premier League. Malgré une belle saison, Liverpool finit second du championnat, remporté par les Citizens.
Henderson commence la saison 2014-2015 en bonne forme en réalisant deux passes décisives sur les trois premiers matches de championnat de Liverpool. Le 15 septembre 2014, Liverpool annonce qu'Henderson devient le vice-capitaine de l'équipe à la suite du départ de Daniel Agger. En octobre, il inscrit le but gagnant dans une victoire de 2-1 sur West Bromwich Albion à Anfield avec un tir précis dans la surface de réparation. Le 29 novembre, Henderson débute pour la première fois comme capitaine contre Stoke City alors que Steven Gerrard est sur le banc durant le match. Au mois de décembre, il participe à son 150e match sous les couleurs des Reds et marque le troisième but lors de la victoire 3-1 face à Leicester City. Tout au long du mois de février 2015, Henderson commence tous les matchs en tant que capitaine de Liverpool car Gerrard est blessé. Il est fortement pressenti pour prendre le capitanat lorsque du départ de ce dernier en été 2015. En mars, le milieu ouvre la marque avec un magnifique but contre Manchester City. Trois jours plus tard, il en inscrit un autre en dehors de la surface face à Burnley. Henderson marque le but de la victoire 1-0 face à Swansea, son troisième en autant de rencontres. Ses bonnes performances sont remarquées par le FC Barcelone. Son coéquipier Adam Lallana affirme, au vu de ses prestations en tant que capitaine, qu'il a « toutes les qualités pour devenir un grand capitaine ». Au mois d'avril, il inscrit un but sur pénalty lors de la lourde défaite 4-1 des Reds contre Arsenal. Il signe un nouveau contrat de cinq ans d'une valeur de 100 000 livres par semaine,.
En août 2015, lors de la deuxième journée de championnat, Henderson délivre une passe décisive à Christian Benteke qui marque ainsi son premier but pour le club. Cependant, il se blesse au pied durant la rencontre et doit attendre jusqu'au mois de novembre pour faire son retour. Henderson se montre en décembre lors d'un nul concédé contre West Bromwich où il est impliqué dans les deux buts de son équipe. Le milieu avoue à la presse être victime d'une aponévrosite plantaire, blessure plantaire que les médecins définissent pour l'Anglais comme « incurable ». Il est de nouveau écarté des terrains en avril 2016 mais est présent lors de la finale de la Ligue Europa. Sur le banc durant la rencontre, Henderson assiste à une défaite 3-1 contre le double tenant du titre Séville.
Il entame la saison 2016-2017 par une victoire contre Arsenal en août 2016. Henderson ouvre son compteur en septembre à Chelsea par une magnifique frappe en pleine lucarne de Courtois et assure la victoire 2-1 des Reds. Après une première partie de saison satisfaisante avec notamment quatre passes en Premier League, Henderson est victime d'une nouvelle blessure au mois de février 2017 qui met fin à sa saison.
La saison 2017-2018 ne voit toujours pas Liverpool remporter un titre mais les Reds atteignent la finale de la Ligue des champions où ils s'inclinent contre le Real Madrid. Henderson est moins efficace que les saisons précédentes, cumulant un but et deux passes décisives toutes compétitions confondues.
Tout au long de la saison 2018-2019, Henderson est l'objet de critiques de la part de certains fans de Liverpool qui pointent notamment ses maladresses et son manque de créativité. Néanmoins, Jürgen Klopp fait toujours confiance à son capitaine qui demeure un élément central de l'équipe. En avril 2019, rentré en fin de seconde période contre Southampton, Henderson délivre une passe décisive capitale à Mohamed Salah qui voit les Reds de prendre l'avantage 2-1 avant de marquer un but, le premier de sa saison. Cette victoire permet à Liverpool de reprendre une nouvelle fois la place de leader du championnat devant Manchester City malgré le fait que ces derniers aient un match de retard. La journée suivante, repositionné à droite, Henderson délivre une passe pour Sadio Mané pour l'ouverture du score de Liverpool contre Chelsea dans un match sous haute tension et crucial pour le club, remporté 2-0. Le 1er juin 2019, il soulève la sixième Ligue des champions du club après une victoire en finale 2-0 face à Tottenham.
Le 24 juillet 2020, Henderson est élu joueur de l'année PWA Player Of the Year, preuve d'une saison réussie en tout point par les Reds et par lui-même, titrée par une Premier League, une première depuis 30 ans. Jordan Henderson salue en octobre 2021 Josh Cavallo après que celui-ci ait effectué son coming out.

### Al-Ettifaq FC (2023-2024)
Le 27 juillet 2023, Jordan Henderson rejoint le championnat saoudien en s'engageant à l'Al-Ettifaq FC, club entraîné par Steven Gerrard,. Le transfert du joueur est dans les alentours de 14 millions d'euros. Le 18 janvier 2024, Al-Ettifaq annonce que le contrat d'Henderson a été résilié. Il aura délivré cinq passes décisives en dix-neuf matchs toutes compétitions confondues durant les six mois passés au club saoudien.

### Ajax Amsterdam (2024-2025)
Le 18 janvier 2024, Henderson s'engage librement à l'Ajax Amsterdam pour un contrat de deux ans et demi courant jusqu'en juin 2026. Il quitte le club à l'issue de la saison 2024-25.

### Brentford Football Club (depuis 2025)
Le 15 juillet 2025, via un communiqué, Brentford annonce parvenir à un accord avec Jordan Henderdon pour un contrat de deux ans : "Nous sommes ravis de confirmer la signature du capitaine Jordan Henderson, vainqueur de la Premier League et de la Ligue des champions, pour un contrat de deux ans."

### En équipe nationale
Ses bonnes prestations avec Sunderland lui permettent d'être convoqué en équipe d'Angleterre par Fabio Capello qui lui offre sa première sélection le 17 novembre 2010 contre la France (défaite 1-2) ou il joue 90 minutes. Mais à la suite de ce match, Capello ne le rappelle pas en raison de la forte concurrence à son poste au sein des Three Lions avec des joueurs comme Steven Gerrard, Frank Lampard ou Jack Wilshere. C'est le nouveau sélectionneur Roy Hodgson qui fait de nouveau appel à ses services en le retenant dans ses trente joueurs présélectionnés pour l'Euro 2012 en Pologne et en Ukraine. La blessure de Lampard lui permet d'être retenu par Hodgson pour disputer la compétition où Henderson joue deux matchs comme remplaçant.
Grâce à une très bonne saison 2013-14 avec Liverpool, Jordan Henderson est choisi par Roy Hodgson pour faire partie de l'effectif anglais pour la Coupe du monde 2014 au Brésil ou durant les matchs de préparation il s'impose comme titulaire au milieu de terrain mais malheureusement il ne pourra pas empêcher l'élimination des Anglais au premier tour.
Le 16 mai 2016, il est convoqué en équipe d'Angleterre par le sélectionneur Roy Hodgson pour faire partie de l'effectif provisionnel de l'Euro 2016. Quatre ans plus tard, il est de nouveau convoqué pour disputer l'Euro 2020. Durant cette compétition, il inscrit un but en 1/4 de finale face à l'Ukraine. Les anglais iront jusqu'en finale mais s'inclineront face à l'Italie lors de l'ultime match du tournoi. 
Le 10 novembre 2022, Henderson est sélectionné par Gareth Southgate pour participer à la Coupe du monde 2022. Sur le banc lors du premier match contre l'Iran (succès 6-2), il entre en jeu au match suivant face aux États-Unis (0-0). Le milieu connaît sa première titularisation lors du dernier match de groupe, alors que la qualification est assurée, qui oppose les Anglais au Pays de Galles (3-0). Malgré un début de compétition où il n'est pas titulaire, Henderson fait partie du onze de départ du huitième de finale contre le Sénégal. Sur un centre à ras de terre de Jude Bellingham, il ouvre le score à la fin de la première mi-temps, marquant son premier but en Coupe du monde, et lance les Three Lions qui s'imposent 3-0. Le sélectionneur Southgate complimente le match du capitaine de Liverpool, affirmant que « la qualité de sa performance était exceptionnelle ».

## Style de jeu
Henderson est considéré comme un joueur qui travaille dur et apporte de l'énergie à l'équipe. Décrit comme « milieu de terrain athlétique et travailleur », il développe son jeu à Liverpool où il devient créatif et distille des passes décisives à ses coéquipiers. En outre, il presse très haut lorsque l'équipe adverse dispose de la possession du ballon.

## Statistiques

### Statistiques détaillées
| Saison                | Club                  | Championnat           | Championnat | Championnat | Championnat | Coupe nationale | Coupe nationale | Coupe nationale | Coupe de la Ligue | Coupe de la Ligue | Coupe de la Ligue | Supercoupe | Supercoupe | Supercoupe | Compétition(s) continentale(s) | Compétition(s) continentale(s) | Compétition(s) continentale(s) | Compétition(s) continentale(s) | Autres compétitions | Autres compétitions | Autres compétitions | Autres compétitions | Angleterre | Angleterre | Angleterre | Total | Total | Total |
| Saison                | Club                  | Division              | M.          | B.          | P.d.        | M.              | B.              | P.d.            | M.                | B.                | P.d.              | M.         | B.         | P.d.       | Comp.                          | M.                             | B.                             | P.d.                           | Comp.               | M.                  | B.                  | P.d.                | M.         | B.         | P.d.       | M.    | B.    | P.d.  |
| 2008-2009             | Sunderland AFC        | Premier League        | 1           | 0           | 0           | -               | -               | -               | 1                 | 0                 | 0                 | -          | -          | -          | -                              | -                              | -                              | -                              | -                   | -                   | -                   | -                   | -          | -          | -          | 2     | 0     | 0     |
| 2009-2010             | Sunderland AFC        | Premier League        | 33          | 1           | 5           | 2               | 0               | 1               | 3                 | 1                 | 0                 | -          | -          | -          | -                              | -                              | -                              | -                              | -                   | -                   | -                   | -                   | -          | -          | -          | 38    | 2     | 6     |
| 2010-2011             | Sunderland AFC        | Premier League        | 37          | 3           | 4           | 1               | 0               | 0               | 1                 | 0                 | 1                 | -          | -          | -          | -                              | -                              | -                              | -                              | -                   | -                   | -                   | -                   | 1          | 0          | 0          | 40    | 3     | 5     |
| Sous-total            | Sous-total            | Sous-total            | 71          | 4           | 9           | 3               | 0               | 1               | 5                 | 1                 | 1                 | -          | -          | -          | -                              | -                              | -                              | -                              | -                   | -                   | -                   | -                   | 1          | 0          | 0          | 80    | 5     | 11    |
| 2008-2009             | Coventry City (prêt)  | Championship          | 10          | 1           | 2           | 3               | 0               | 0               | -                 | -                 | -                 | -          | -          | -          | -                              | -                              | -                              | -                              | -                   | -                   | -                   | -                   | -          | -          | -          | 13    | 1     | 2     |
| 2011-2012             | Liverpool FC          | Premier League        | 37          | 2           | 1           | 5               | 0               | 0               | 6                 | 0                 | 2                 | -          | -          | -          | -                              | -                              | -                              | -                              | -                   | -                   | -                   | -                   | 4          | 0          | 0          | 52    | 2     | 3     |
| 2012-2013             | Liverpool FC          | Premier League        | 30          | 5           | 4           | 2               | 0               | 0               | 2                 | 0                 | 0                 | -          | -          | -          | C3                             | 10                             | 1                              | 2                              | -                   | -                   | -                   | -                   | -          | -          | -          | 44    | 6     | 6     |
| 2013-2014             | Liverpool FC          | Premier League        | 35          | 4           | 7           | 3               | 0               | 0               | 2                 | 1                 | 0                 | -          | -          | -          | -                              | -                              | -                              | -                              | -                   | -                   | -                   | -                   | 8          | 0          | 0          | 48    | 5     | 7     |
| 2014-2015             | Liverpool FC          | Premier League        | 37          | 6           | 9           | 7               | 0               | 3               | 4                 | 0                 | 2                 | -          | -          | -          | C1+C3                          | 5+1                            | 1+0                            | 0+0                            | -                   | -                   | -                   | -                   | 9          | 0          | 1          | 63    | 7     | 15    |
| 2015-2016             | Liverpool FC          | Premier League        | 17          | 2           | 3           | -               | -               | -               | 3                 | 0                 | 0                 | -          | -          | -          | C3                             | 6                              | 0                              | 0                              | -                   | -                   | -                   | -                   | 5          | 0          | 0          | 31    | 2     | 3     |
| 2016-2017             | Liverpool FC          | Premier League        | 24          | 1           | 4           | -               | -               | -               | 3                 | 0                 | 0                 | -          | -          | -          | -                              | -                              | -                              | -                              | -                   | -                   | -                   | -                   | 5          | 0          | 2          | 32    | 1     | 6     |
| 2017-2018             | Liverpool FC          | Premier League        | 27          | 1           | 1           | 1               | 0               | 0               | 1                 | 0                 | 0                 | -          | -          | -          | C1                             | 12                             | 0                              | 1                              | -                   | -                   | -                   | -                   | 12         | 0          | 2          | 53    | 1     | 4     |
| 2018-2019             | Liverpool FC          | Premier League        | 32          | 1           | 3           | -               | -               | -               | 1                 | 0                 | 0                 | -          | -          | -          | C1                             | 11                             | 0                              | 1                              | -                   | -                   | -                   | -                   | 7          | 0          | 1          | 51    | 1     | 5     |
| 2019-2020             | Liverpool FC          | Premier League        | 30          | 4           | 5           | -               | -               | -               | -                 | -                 | -                 | 1          | 0          | 0          | C1                             | 6                              | 0                              | 0                              | SU+CDM              | 1+2                 | 0+0                 | 0+0                 | 4          | 0          | 0          | 44    | 4     | 5     |
| 2020-2021             | Liverpool FC          | Premier League        | 21          | 1           | 1           | 1               | 0               | 0               | -                 | -                 | -                 | -          | -          | -          | C1                             | 6                              | 0                              | 0                              | -                   | -                   | -                   | -                   | 9          | 1          | 0          | 37    | 2     | 1     |
| 2021-2022             | Liverpool FC          | Premier League        | 35          | 1           | 4           | 4               | 0               | 0               | 4                 | 0                 | 0                 | -          | -          | -          | C1                             | 12                             | 1                              | 1                              | -                   | -                   | -                   | -                   | 4          | 0          | 0          | 59    | 2     | 5     |
| 2022-2023             | Liverpool FC          | Premier League        | 35          | 0           | 2           | 2               | 0               | 0               | 1                 | 0                 | 0                 | 1          | 0          | 0          | C1                             | 4                              | 0                              | 1                              | -                   | -                   | -                   | -                   | 8          | 1          | 0          | 51    | 1     | 3     |
| Sous-total            | Sous-total            | Sous-total            | 360         | 28          | 44          | 26              | 0               | 3               | 27                | 1                 | 4                 | 2          | 0          | 0          | -                              | 72                             | 3                              | 6                              | -                   | 3                   | 0                   | 0                   | 76         | 3          | 7          | 566   | 35    | 64    |
| 2023-2024             | Al-Ettifaq FC         | Pro League            | 17          | 0           | 4           | 2               | 0               | 1               | -                 | -                 | -                 | -          | -          | -          | ACL                            | -                              | -                              | -                              | -                   | -                   | -                   | -                   | 4          | 0          | 0          | 23    | 0     | 5     |
| 2023-2024             | Ajax Amsterdam        | Eredivisie            | 9           | 0           | 3           | -               | -               | -               | -                 | -                 | -                 | -          | -          | -          | C3+C4                          | 0+3                            | 0+0                            | 0+0                            | -                   | -                   | -                   | -                   | -          | -          | -          | 12    | 0     | 3     |
| 2024-2025             | Ajax Amsterdam        | Eredivisie            | 28          | 1           | 4           | 2               | 0               | 0               | -                 | -                 | -                 | -          | -          | -          | C3                             | 15                             | 0                              | 2                              | -                   | -                   | -                   | -                   | 3          | 0          | 0          | 48    | 1     | 6     |
| Sous-total            | Sous-total            | Sous-total            | 37          | 1           | 7           | 2               | 0               | 0               | -                 | -                 | -                 | -          | -          | -          | -                              | 18                             | 0                              | 2                              | -                   | -                   | -                   | -                   | 3          | 0          | 0          | 60    | 1     | 9     |
| Total sur la carrière | Total sur la carrière | Total sur la carrière | 495         | 34          | 66          | 36              | 0               | 5               | 32                | 2                 | 5                 | 2          | 0          | 0          | -                              | 90                             | 3                              | 8                              | -                   | 3                   | 0                   | 0                   | 84         | 3          | 7          | 742   | 42    | 91    |

### Buts internationaux
| Buts internationaux de Jordan Henderson | Buts internationaux de Jordan Henderson | Buts internationaux de Jordan Henderson | Buts internationaux de Jordan Henderson | Buts internationaux de Jordan Henderson | Buts internationaux de Jordan Henderson | Buts internationaux de Jordan Henderson | Buts internationaux de Jordan Henderson |
|                                         | Date                                    | Lieu                                    | Adversaire                              | Score                                   | Sélection                               | Résultat                                | Compétition                             |
| --------------------------------------- | --------------------------------------- | --------------------------------------- | --------------------------------------- | --------------------------------------- | --------------------------------------- | --------------------------------------- | --------------------------------------- |
| 1                                       | 3 juillet 2021                          | Stadio Olimpico, Rome, Italie           | Ukraine                                 | 4-0                                     | 63e                                     | 4-0                                     | Euro 2020                               |
| 2                                       | 12 novembre 2021                        | Wembley, Londres, Angleterre            | Albanie                                 | 5-0                                     | 68e                                     | 5-0                                     | Éliminatoires Coupe du monde 2022       |
| 3                                       | 4 décembre 2022                         | Stade Al-Bayt, Al-Khor, Qatar           | Sénégal                                 | 1-0                                     | 73e                                     | 3-0                                     | Coupe du monde 2022                     |

## Palmarès

### En club et sélection
| Liverpool FC (8) | Angleterre                                |
| --- | ----------------------------------------- |
| - Ligue des champions (1) - Vainqueur : 2019 - Finaliste : 2018, 2022 - Premier League (1) - Champion : 2020 - Vice-champion : 2014, 2019, 2022 - Supercoupe de l'UEFA (1) - Vainqueur : 2019 - Coupe du monde des clubs (1) - Vainqueur : 2019 - Coupe de la Ligue anglaise (2) - Vainqueur : 2012 et 2022 - Coupe d'Angleterre (1) - Vainqueur : 2022 - Finaliste : 2012 - Community Shield (1) - Vainqueur : 2022 - Finaliste : 2020, 2021 | - Championnat d'Europe - Finaliste : 2020 |

## Distinction personnelle
- Joueur de l'année FWA du Championnat d'Angleterre en 2020.